# Cursa de muntanya
Una cursa de muntanya és una competició esportiva en la que es recorre un traçat per la muntanya, normalment per sobre dels 2000 metres d'altitud, i en la que s'han de superar desnivells importants.
Les competicions internacionals estan regulades per la Federació d'Esports d'Altitud, de la qual forma part la Federació d'Entitats Excursionistes de Catalunya entre d'altres.

## Competicions internacionals

### Copa del Món
Aquesta competició d'àmbit mundial consta d'entre sis i vuit curses en un mínim de cinc països diferents. Es disputa des de l'any 2003 i a partir de l'any 2005 va incloure la competició per equips.
| Sky Runner World Series | |                |                   |                  |
| Any                     | Curses | Campió Absolut | Campiona Absoluta | Equip Campió     |
| 2003                    | Maratón Alpino · Sentiero 4 Luglio · Val d'Isère · Barr Trail Mt · Sierre Zinal · Cervinia · Mt. Kinabalu        | Agustí Roc     | Teresa Forn       | sense competició |
| 2004                    | Zegama · Valposchiavo-Valmalenco · Sentiero 4 Luglio · 6000D · Dolomites · Pikes Peak · Mt. Kinabalu             | Agustí Roc     | Anna Serra        | sense competició |
| 2005                    | Zegama · Valmalenco-Valposchiavo · Dolomites · 6000D · Pikes Peak · Sentiero delle Grigne · Mt. Kinabalu         | Rob Jebb       | Corinne Favre     | Catalunya        |
| 2006                    | Hidalgo · Zegama · Valmalenco-Valposchiavo · Ontake · Dolomites · Andorra · Sentiero delle Grigne · Mt. Kinabalu | Ricardo Mejía  | Angela Mudge      | Catalunya        |
| 2007                    | Berga · Corteno Golgi · Vallnord · Dolomites · Mt. Kinabalu · Ontake · Zegama                                    | Kílian Jornet  | Angela Mudge      | Catalunya        |
| 2008                    | Berga · Valmalenco-Valposchiavo · Vallnord · Mt. Kinabalu · Fort William · Sentiero delle Grigne                 | Kílian Jornet  | Corinne Favre     | Catalunya        |
| 2009                    | Irazú · Zegama · Vallnord · Giir di Mont · Pikes Peak · Ben Nevis · Mt. Kinabalu                                 | Kílian Jornet  | Emanuela Brizio   | Catalunya        |

### Campionat d'Europa
El campionat d'Europa es disputa de manera individual en una sola cursa des de l'any 2007.
| Campionat d'Europa |                         |                  |                  |
| Any                | Lloc                    | Campió           | Campiona         |
| 2007               | Valmalenco-Valposchiavo | Marco de Gasperi | Angel Baroncheli |